# A5 (Griekenland)
De A5 of Iónia Odós (Grieks: Ιόνια Οδός) is een autosnelweg in Griekenland. De snelweg verbindt Ioannina met Pyrgos en maakt deel uit van de Europese weg 55.
De A5 is onderdeel van de Adriatisch-Ionische autosnelweg. Deze toekomstige autosnelweg zal vanaf Triëst in Italië langs de oostkust van de Adriatische en Ionische Zee naar Kalamáta in het zuiden van Griekenland lopen. Op 1 augustus 2025 opende 65 kilometer tussen Patras en Pyrgos.